# Guido II de Dampierre
Guido II de Dampierre (fallecido el 18 de enero de 1216) fue condestable de Champaña, y Señor de Dampierre, Borbón y Montluçon. Era el hijo único de Guillermo I de Dampierre, Señor de Dampierre, y Ermengarda de Mouchy. Guillermo I de Dampierre era hijo de Guido I, Señor de Dampierre y Vizconde de Troyes, y Helvide de Baudémont.
Guido participó en la Tercera Cruzada como miembro de una vanguardia que inició el Sitio de Acre en el otoño de 1189.  En 1191, en Tierra Santa,  era considerado seguidor de Conrado de Montferrato.
En 1212, Felipe II de Francia le encargó derrocar al conde Guido II de Auvernia. Guido cumplió con su cometido y conquistó el Castillo de Tournoël en diciembre de 1213. Su participación en la Batalla de Bouvines en 1214, fue decisivo para la victoria francesa.

## Matrimonio y descendencia
En 1186, desposó a Matilda de Borbón, hija de Archimbaldo de Borbón y Alicia de Borgoña. Era nieta  de Archimbaldo VII, Señor de Borbón. Su padre murió antes que su abuelo, dejándole sin heredero varón. Consiguientemente la Casa de Dampierre adquirió el Señorío de Borbón.
Guido y Matilda tuvieron siete niños:
- Archimbaldo VIII (1189-1242), Señor de Borbón[4]
- Guillermo II (1196-1231), casado con Margarita II, Condesa de Flandes y Henao (d. 1280), hija del Emperador latino Balduino I de Constantinopla[4]
- Felipa Mafalda (f. 1223), casada en 1205 con Guigues IV, Conde de Forez (f. 1241)
- Guido III de Dampierre (d. 22 de marzo de 1275)
- María, casada:
  1. Alrededor 1201 con Herveo de Vierzon
  2. En 1220 con Enrique I de Sully
- Juan
- Margarita